# Tiantai (köpinghuvudort i Kina, Jiangxi Sheng, lat 27,83, long 114,02)
Tiantai är en köpinghuvudort i Kina. Den ligger i provinsen Jiangxi, i den sydöstra delen av landet, omkring 210 kilometer sydväst om provinshuvudstaden Nanchang. Antalet invånare är 45 278. Befolkningen består av 21 522 kvinnor och 23 756 män. Barn under 15 år utgör 26,0 %, vuxna 15-64 år 65 %, och äldre över 65 år 8,0 %.
Runt Tiantai är det tätbefolkat, med 286 invånare per kvadratkilometer. Tiantai är det största samhället i trakten. I omgivningarna runt Tiantai växer huvudsakligen savannskog.
Genomsnittlig årsnederbörd är 2 270 millimeter. Den regnigaste månaden är maj, med i genomsnitt 375 mm nederbörd, och den torraste är oktober, med 33 mm nederbörd.